# ان‌جی‌سی ۳۸۲
ان‌جی‌سی ۳۸۲ (انگلیسی: NGC 382) نام یک کهکشان است.